# 朱祁鍈
鄭簡王朱祁鍈（1431年—1495年），是靖王朱瞻埈嫡第一子，明朝第二代鄭王。朱祁鍈於成化四年（1468年）襲封鄭王。在位二十七年，在弘治八年（1495年）過世，諡號簡，長子世子朱見滋早卒，六年後其孫朱祐枔就嗣位。